# 3022 Dobermann
3022 Dobermann è un asteroide della fascia principale. Scoperto nel 1980, presenta un'orbita caratterizzata da un semiasse maggiore pari a 1,9312446 au e da un'eccentricità di 0,1037613, inclinata di 23,52388° rispetto all'eclittica.
L'asteroide è dedicato all'allevatore tedesco Friedrich Louis Dobermann.